# Daymán (dopływ Urugwaju)
Daymán – rzeka w Urugwaju, lewy dopływ rzeki Urugwaj.
Na całej swej długości 160 km Daymán wyznacza granicę między departamentami Salto i Paysandú. Płynie w kierunku północno-zachodnim, a następnie uchodzi do rzeki Urugwaj, na południe od miasta Salto.